# 7608 Telegramia
7608 Telegramia eller 1995 UO1 är en asteroid i huvudbältet som upptäcktes den 22 oktober 1995 av den tjeckiska astronomen Jana Tichá vid Kleť-observatoriet. Den är uppkallad till minne av första upplagan av IAU Circular.
Asteroiden har en diameter på ungefär 4 kilometer och den tillhör asteroidgruppen Nysa.